# Sjuachorchischevi
Sjuachorchischevi (georgiska: შუახორხისხევი) är ett vattendrag i Georgien. Det ligger i den östra delen av landet, 100 km norr om huvudstaden Tbilisi.